# Býkov-Láryšov
Býkov-Láryšov – gmina w Czechach, w powiecie Bruntál, w kraju morawsko-śląskim. Według danych z dnia 1 stycznia 2012 liczyła 156 mieszkańców.
Gmina składa się z dwóch wsi:
- Býkov
- Láryšov

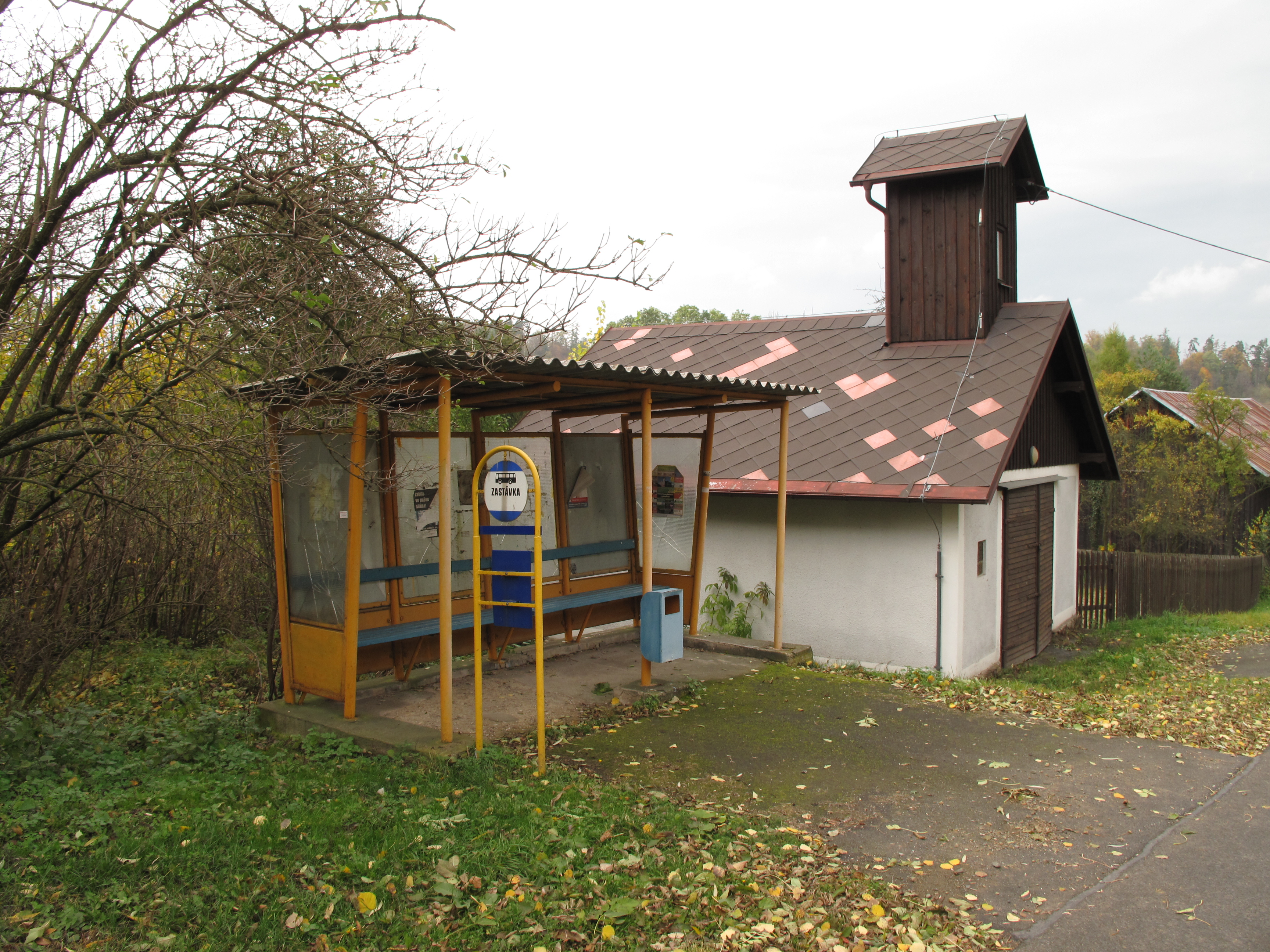

W latach 1976–1991 dzisiejsza gmina była częścią miasta Karniów pod nazwą Býkov.